# Haus Watereck
Haus Watereck (auch Waterheck, Waterick oder Waterhuck) war ein mittelalterlicher Rittersitz, eine Wasserburg, im Duisburger Stadtteil Vierlinden (Watereckstraße 16), Stadtbezirk Duisburg-Walsum.

## Geschichte
Haus Watereck lag dort, wo sich heute die nach dem Haus benannte Watereckstraße befindet. Wie das nahegelegene Haus Hückelhoven im benachbarten Stadtteil Overbruch war auch Haus Watereck zum ausgehenden Mittelalter noch mit Wehrtürmen versehen. Die Wassergräben speisten sich aus dem Brusbach.
Haus Watereck war ein altes Lehnsgut der Grafen von Kleve. Es war ein landtagsfähiges Rittergut im Herzogtum Kleve, das heißt, es hatte einen Wert von mindestens 6.000 Talern. Wie Haus Hückelhoven war Haus Watereck vom 14. bis zum 16. Jahrhundert im Lehnsbesitz der Herren von Hiesfeld (auch Hystvelt oder Hysfelt). Im Jahre 1492 wird Bernhard Hystfelt angen Waterheck als Besitzer urkundlich erwähnt. Durch Heirat kam Haus Watereck von den Herren von Hiesfeld an die Herren von Boeningen. Erbtochter Sandrina von Boeningen heiratete 1601 Peter Quadt zum Hafe, wodurch Watereck an die Herren Quadt kam. Besitzer waren unter anderem Heinrich Wilhelm Quadt zu Waterheck, dessen Söhne, die Gebrüder Johann Georg von Quad zu Waterheck († 1674, kinderlos) und Peter Adolf von Quad zu Waterheck († 1680), sowie dessen Sohn. Später gelangte das Haus an den Hofrat Scholten zu Wesel. Damals gehörten nur noch 60 Morgen Land zum Haus.
1755 wurde Watereck von Senator Arnold Huyssen aus Essen erworben, der es in Pacht an Wilm Bruckermann, genannt Waterick, vergab. Um 1875 übernahm Familie Overlöper das Grundstück. Zu diesem Zeitpunkt existierten aber nur noch einige Ruinen der alten Gebäude, heute ein Burgstall.